# Batchtown
Batchtown é uma vila localizada no estado americano de Illinois, no Condado de Calhoun.

## Demografia
Segundo o censo americano de 2000, a sua população era de 218 habitantes. 
Em 2006, foi estimada uma população de 217, um decréscimo de 1 (-0.5%).

## Geografia
De acordo com o United States Census Bureau tem uma área de 
4,9 km², dos quais 4,9 km² cobertos por terra e 0,0 km² cobertos por água.

## Localidades na vizinhança
O diagrama seguinte representa as localidades num raio de 16 km ao redor de Batchtown. 